# Cheiracanthium gracilipes
Cheiracanthium gracilipes är en spindelart som först beskrevs av Tamerlan Thorell 1895. Cheiracanthium gracilipes ingår i släktet Cheiracanthium och familjen sporrspindlar.
Artens utbredningsområde är Myanmar. Inga underarter finns listade i Catalogue of Life.